# Caecula pterygera
Caecula pterygera är en fiskart som beskrevs av Vahl, 1794. Caecula pterygera ingår i släktet Caecula och familjen Ophichthidae. Inga underarter finns listade.